# 勇者逆襲 (第四季)
《勇者逆襲：第四季》（英語：Strike Back: Legacy）是一部由十集組成、於天空第一台和Cinemax播出的英美合拍電視劇。該劇改編自小說家和前空降特勤隊（SAS）士兵克里斯·萊恩的同名小說，同時也是《勇者逆襲》的第四季，由左岸影視製作。該劇的主演包括菲利普·溫徹斯特、蘇利文·斯坦布萊頓、蘿娜·米莎和蜜雪兒·盧卡斯。故事敘述第20小隊起初正在拯救英國駐泰國大使的女兒，但後來事態卻變得危及，因朝鮮勞動黨39號室正幕後編制一個北朝鮮犯罪集團，以加劇朝鮮與西方間的衝突。

## 演員和角色
- 菲利普·溫徹斯特 飾 麥可·史東布里吉
- 蘇利文·斯坦布萊頓 飾 戴米恩·史考特
- 蜜雪兒·盧卡斯（英语：Michelle Lukes） 飾 茱莉亞·里奇蒙中士
- 羅布森·葛林（英语：Robson Green） 飾 菲利普·洛克上校
- 李威勇 飾 權
- 楊紫瓊 飾 梅·佛斯特

## 集數
| 总集数 | 標題   | 導演            | 編劇                                      | 美國首播日期  | 美國收視 （百萬） | 英國首播日期  | 英國收視 （百萬） |
| ------ | ------ | --------------- | ----------------------------------------- | ------------- | ----------------- | ------------- | ----------------- |
| 37     | 第一集 | 麥可·J·巴塞特   | 麥可·J·巴塞特 & 提姆·范恩 & 詹姆斯·多梅爾 | 2015年7月31日 | 0.237             | 2015年6月3日  | 0.989             |
| 38     | 第二集 | 麥可·J·巴塞特   | 麥可·J·巴塞特 & 提姆·范恩 & 詹姆斯·多梅爾 | 2015年8月7日  | 0.275             | 2015年6月10日 | 0.718             |
| 39     | 第三集 | 朱利安·福爾摩斯 | 詹姆斯·多梅爾                             | 2015年8月14日 | 0.221             | 2015年6月17日 | 0.609             |
| 40     | 第四集 | 朱利安·福爾摩斯 | 詹姆斯·多梅爾                             | 2015年8月21日 | 0.204             | 2015年6月24日 | 0.611             |
| 41     | 第五集 | 布蘭登·邁赫     | 傑克·洛蒂安                               | 2015年8月28日 | 0.251             | 2015年7月1日  | 0.798             |
| 42     | 第六集 | 布蘭登·邁赫     | 傑克·洛蒂安                               | 2015年9月11日 | 0.234             | 2015年7月8日  | 0.626             |
| 43     | 第七集 | 麥可·J·巴塞特   | 李察·扎迪克 & 艾德·惠特摩                 | 2015年9月18日 | 0.166             | 2015年7月15日 | 0.558             |
| 44     | 第八集 | 麥可·J·巴塞特   | 李察·扎迪克 & 艾德·惠特摩                 | 2015年9月25日 | 0.280             | 2015年7月22日 | 0.591             |
| 45     | 第九集 | 麥可·J·巴塞特   | 傑克·洛蒂安                               | 2015年10月2日 | 0.196             | 2015年7月29日 | 0.810             |
| 46     | 第十集 | 麥可·J·巴塞特   | 傑克·洛蒂安                               | 2015年10月9日 | 0.286             | 2015年7月29日 | 0.694             |

## 外部連結
- Strike Back （页面存档备份，存于） at Sky1
- Strike Back （页面存档备份，存于） at Cinemax
- 互联网电影数据库（IMDb）上《Strike Back》的资料（英文）